# George Wishart
George Wishart (Pitarrow, 1513 – Saint Andrews, 1546) è stato un religioso scozzese.
Dopo lunghi viaggi in Europa divenne predicatore luterano a Dundee e braccio destro di John Knox. Nel 1546 fu arrestato e consegnato a David Beaton, che lo arse al rogo come eretico.